# Arduino Esplora

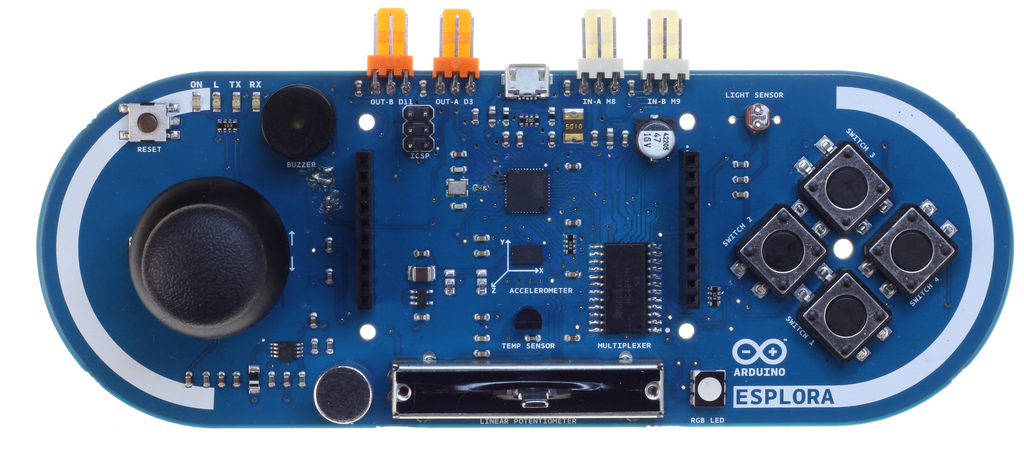
Arduino Esplora

Arduino Esplora je v informatice název malého jednodeskového počítače založeného na mikrokontrolerech ATmega od firmy Atmel. Tato deska je zvláštní už od pohledu, vypadá totiž jako ovladač, a také pro tyto účely i slouží. Vlastní teploměr, bzučák, akcelerometr a i piny pro LCD displej. Jedná se totiž o druh Arduina, ze kterého můžeme vytvořit herní set nebo vlastní konzoli.

## Technické informace
| Mikroprocesor                    | ATmega32u4 |
| Provozní napětí (logická úroveň) | 5V         |
| Flash paměť                      | 32 KB      |
| SRAM                             | 2.5 KB     |
| EEPROM                           | 1 KB       |
| Rychlost hodin                   | 16 MHz     |
| Výška                            | 164.04 mm  |
| Šířka                            | 60 mm      |
| Váha                             | 53 g       |